# Кермен (газета)
«Керме́н» — первая большевистская газета на осетинском языке, выходила в 1920-21 годах. Стала центром новой осетинской литературы после установления советской власти в Северной Осетии. На страницах газеты «Кермен» помещали свои стихи Цомак Гадиев, Гино Бараков, Борис Алборов и др.
Редактором газеты был известный осетинский общественный деятель, журналист Казбек Бутаев, которого впоследствии сменил Гино Бараков.
С 1923 года выходит газета «Растдзинад», продолжившая традиции «Кермена».